# Chionaema inusitata
Chionaema inusitata là một loài bướm đêm thuộc phân họ Arctiinae, họ Erebidae.